# エメリーヌ・ンドンゲ
エメリーヌ・ンドンゲ（Emmeline Ndongue、1983年4月25日 - ）は、フランスの元女子プロバスケットボール選手である。ポジションはセンター。

## 来歴
2000年に国内のCJMブールジュにてプロキャリアを始める。
2006年にはアメリカWNBA、ロサンゼルス・スパークスに所属した。
帰国後、エクス＝アン＝プロヴァンスに移籍するが、2008年、ブールジュに復帰。
2002年から2013年までフランス代表として名を連ね、ロンドンオリンピックで銀メダル獲得した。
2014年現役引退。